# Richard Klemm
Richard Klemm   (Dresden, 25 de març de 1902 - Berlín, 1988) va ser un violoncel·lista, compositor i professor important alemany.

## Biografia
El seu pare Oskar Richard Klemm era un músic universal que, a més del seu instrument principal, el contrabaix, tocava diversos altres instruments i es va obrir pas tocant en celebracions privades com ara casaments i similars.
De petit, Richard Klemm va rebre lliçons de diversos instruments (violoncel, piano, violí, trompeta) en part del seu pare i va cantar al Kreuzchor de Dresden. El 1919, Klemm va deixar Dresden i va acceptar un lloc com a violoncel·lista a l'orquestra spa de la ciutat de Königsberg. Del 1923 al 1926 va estudiar violoncel amb Hugo Becker a Berlín, composició amb Paul Juon i piano. Va superar el batxillerat en les dues assignatures violoncel i piano. Als exàmens finals va tocar la sonata per a violoncel de Zoltán Kodály i el concert per a piano núm. 3 en do menor de Ludwig van Beethoven.
Després de completar els seus estudis, Richard Klemm es va convertir en violoncel·lista a la "Staatskapelle Berlin" (Orquestra de l'Òpera Estatal de Berlín). També va tocar en conjunts de música de cambra de la "Staatskapelle Berlin" i al Kniestädt Quartet. El 1950 va aprendre a tocar a la viola tot sol.
El 1958 Richard Klemm es va convertir en professor a la Universitat de Música de Berlín Oest. Diversos dels seus estudiants es van convertir en violoncel·listes amb la Berliner Philharmoniker (Wolfgang Boettcher, Christoph Kapler, Jörg Baumann, Alexander Wedow). El treball de composició de Klemm per a quatre violoncels va contribuir a la fundació del conjunt Die 12 Cellisten (Els 12 violoncel·listes de la Filharmònica de Berlín). També va transmetre el seu estil als seus estudiants.
El seu posterior company Siegfried Borries va escriure un concert per a violí i orquestra per a ell. Durant molt de temps, Klemm va pertànyer a l'orquestra del Festival Richard Wagner de Bayreuth. Les seves composicions inclouen principalment obres per a quatre violoncels (inclosos Bolero, Habanera, Espanya, vals de concert). Va organitzar Art of Fugue de Johann Sebastian Bach per a quartet de corda i els concerts per a violoncel de Joseph Haydn, Robert Schumann i Camille Saint-Saëns per a quatre violoncel. En reconeixement dels seus serveis, Richard Klemm va rebre la cinta federal al mèrit.
Estava casat amb Ilse Ebermann i tenia tres fills.